# Campionati svedesi di ski cross 2013
I Campionati svedesi di ski cross 2013 si sono svolti a Kläppen il 5 aprile. Il programma ha incluso sia la gara femminile che la gara maschile. 
Trattandosi di competizioni valide anche ai fini del punteggio FIS, vi hanno partecipato anche sciatori di altre federazioni, senza che questo consentisse loro di concorrere al titolo nazionale svedese.

## Risultati

### Uomini
| Pos. | Atleta                 | Nazione |
| ---- | ---------------------- | ------- |
| 1    | Victor Oehling Norberg | Svezia  |
| 2    | Lars Lewen             | Svezia  |
| 3    | John Eklund            | Svezia  |
| 4    | Viktor Andersson       | Svezia  |

### Donne
| Pos. | Atleta           | Nazione |
| ---- | ---------------- | ------- |
| 1    | Sandra Naeslund  | Svezia  |
| 2    | Erika Thundstedt | Svezia  |
| 3    | Alexandra Edebo  | Svezia  |
| 4    | Lovisa Sahlberg  | Svezia  |